# جان دابلیو. کبابیان
جان دابلیو. کبابیان ( انگلیسی: John W. Kebabian; زاده ۱۹۴۶ – درگذشته ۲۰۱۲) عصب‌پژوه و داروشناس عصبی ارمنی‌تبار اهل ایالات متحده آمریکا که اولین فردی بود که کشف کرد چندین گونه گیرنده دوپامین وجود دارد؛ اثر پیشگام وی که در سال ۱۹۷۹ منتشر شد درک نقش گیرنده‌های دوپامین در شناخت، حرکت و اختلالات روانی را متحول کرد.